# Оберпуллендорф (округ)

Картосхема Бургенланда. Аббревиатуры штатутарштадта Айзенштадт (E), штатутарштадта Руст (RU) и политических округов Бургенланда (Оберпуллендорф — OP).
NUTS-регионы Бургенланда:

Оберпуллендорф (нем. Bezirk Oberpullendorf) — округ в Австрии. Центр округа — город Оберпуллендорф. Округ входит в федеральную землю Бургенланд. Занимает площадь 701,49 кв. км. Население 38 096 чел.

## Административные единицы
1. Дойчкройц
2. Драсмаркт
3. Карл
4. Оберрабниц
5. Франкенау-Унтерпуллендорф
6. Гросварасдорф
7. Хоричон
8. Унтерпетерсдорф
9. Кайзерсдорф
10. Коберсдорф
11. Лаккенбах
12. Лаккендорф
13. Локкенхаус
14. Хокстрас
15. Луцманнсбург
16. Штреберсдорф
17. Маннерсдорф-на-Рабениц
18. Либинг
19. Раттерсдорф
20. Маннерсдорф-на-Рабениц
21. Маркт-Санкт-Мартин
22. Неккенмаркт
23. Хашендорф
24. Нойталь
25. Никич
26. Кроатиш-Минихоф
27. Оберлойсдорф
28. Оберпуллендорф
29. Пильгерсдорф
30. Штайнбах
31. Пирингсдорф
32. Райдинг
33. Ритцинг
34. Штайнберг-Дёрфль
35. Штоб
36. Унтерфрауэнхайд
37. Унтеррабниц-Швендграбен
38. Вайнграбен
39. Вепперсдорф